# Ruby Tuesday (Restaurantkette)
Die Ruby Tuesday, Inc. ist ein US-amerikanisches Unternehmen der Systemgastronomie mit Sitz in Maryville im Bundesstaat Tennessee. Im Oktober 2020 meldete Ruby Tuesday Insolvenz an und gab etwa 185 Restaurants auf. Das Insolvenzverfahren wurde 2021 abgeschlossen, heute (2022) betreibt das Unternehmen noch etwas mehr als 200 Standorte.
Ruby Tuesday bietet vor allem amerikanische Küche an, darunter Hamburger, Spareribs und Steaks; aber auch Hähnchenfleisch, Nudelgerichte und Salate.

## Geschichte

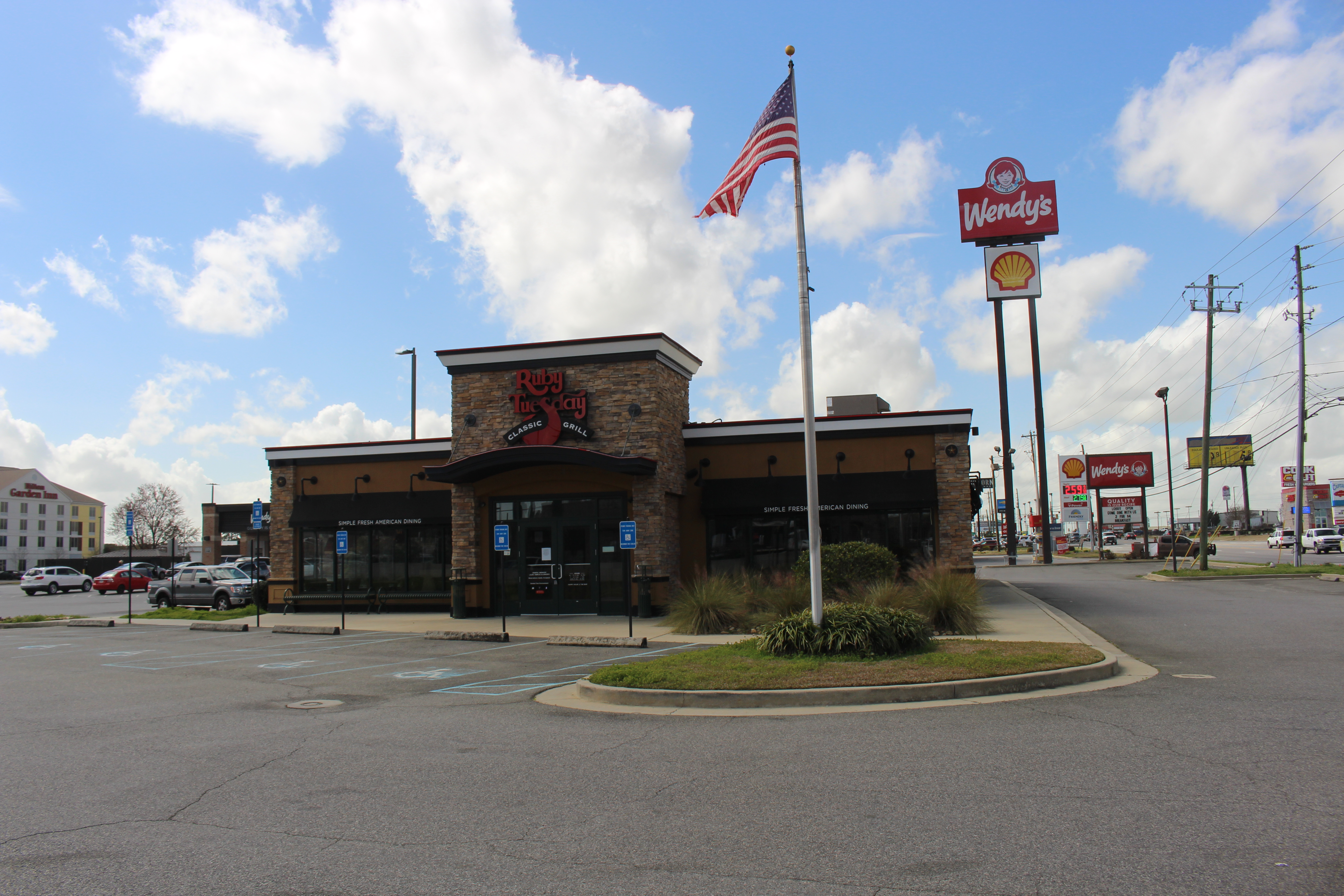
Ehemaliges Ruby-Tuesday-Restaurant in Tifton, Georgia, im Februar 2021. Der Standort wurde in Folge der Insolvenz von Ruby Tuesday im Dezember 2020 aufgegeben.

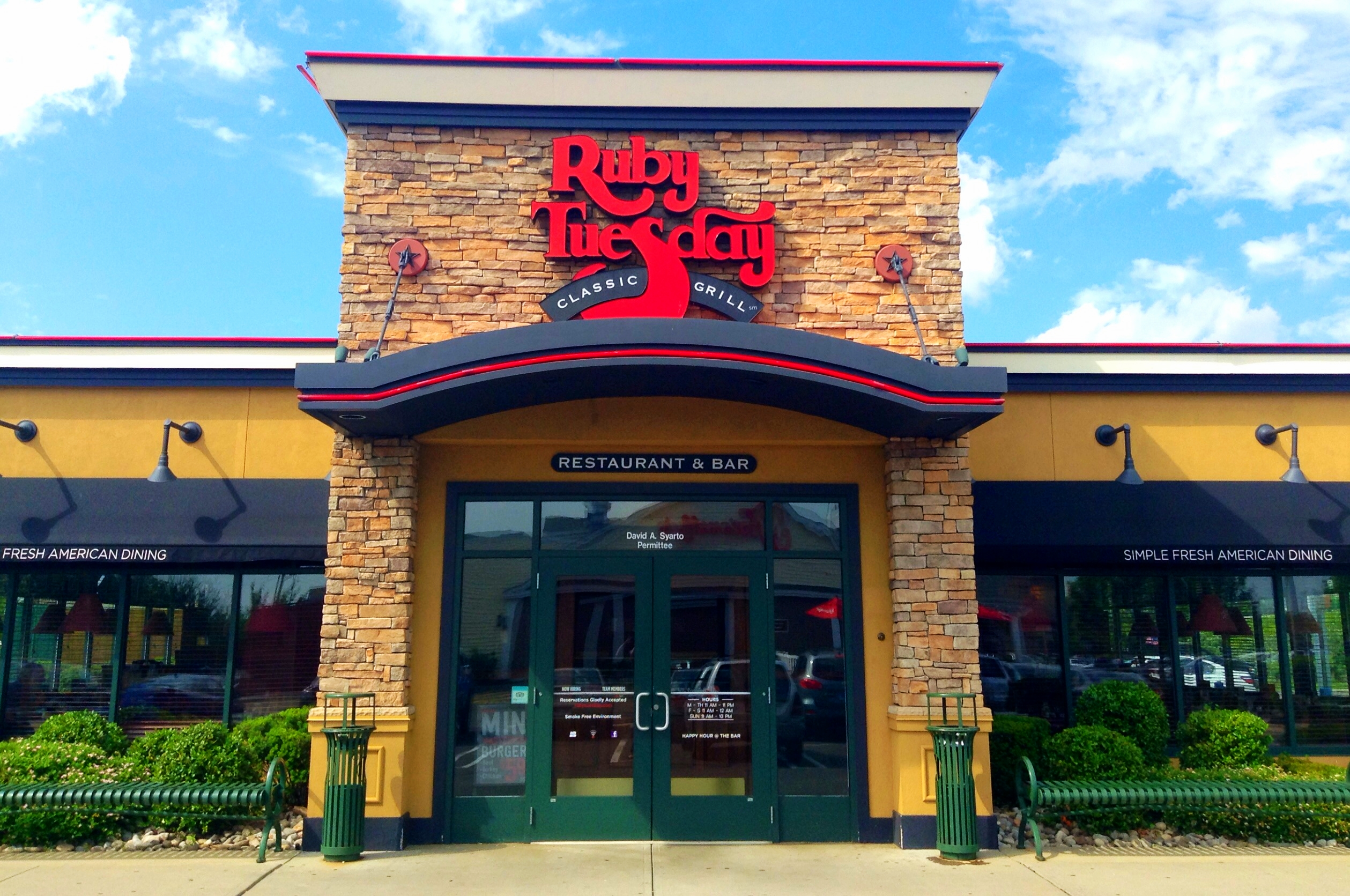
Ruby Tuesday mit altem Logo in North Haven, Connecticut (2014)

Die Restaurantkette Ruby Tuesday wurde 1972 von Sandy Bell und vier seiner Mitstudenten an der University of Tennessee in Knoxville gegründet. Der Name des Unternehmens ist von dem gleichnamigen Lied der Rolling Stones abgeleitet. Im April 1982 verkaufte Sandy Bell Ruby Tuesday, das damals 16 Standorte hatte, an das Unternehmen Morrison’s Cafeteria. Durch die verbesserte finanzielle Situation entstanden in den nächsten drei Jahren 35 Filialen.
Bis Anfang der 1990er Jahre eröffnete Ruby Tuesdays seine Restaurants überwiegend in oder in unmittelbarer Nähe von Einkaufszentren, danach entstanden überwiegend alleinstehende Restaurants. 1996 wurde das inzwischen in Morrison’s Restaurants umbenannte Unternehmen aufgelöst und in drei Unternehmen aufgeteilt, darunter die Ruby Tuesday, Inc. Zu dieser Zeit betrieb das Unternehmen auch Restaurants unter anderen Markennamen, diese wurden bis 2000 alle verkauft. Bereits im Sommer 1998 verlagerte Ruby Tuesday seinen Firmensitz von Mobile, Alabama, nach Maryville, Tennessee. 2017 wurde das Unternehmen von der Investorengesellschaft NRD gekauft.
Am 7. Oktober 2020 meldete Ruby Tuesday Insolvenz nach Chapter 11 des amerikanischen Insolvenzrechts an, Grund dafür waren insbesondere Umsatzeinbußen durch die COVID-19-Pandemie. Als Folge der Insolvenz wurden etwa 185 Ruby-Tuesday-Restaurants aufgegeben. Am 24. Februar 2021 wurde das Insolvenzverfahren abgeschlossen.